# Lackovce
Lackovce es un municipio del distrito de Humenné en la región de Prešov, Eslovaquia, con una población estimada a final del año 2024 de 927 habitantes.
Se encuentra ubicado al sureste de la región, cerca de los ríos Cirocha y Laborec (cuenca hidrográfica del río Tisza) y de la frontera con la región de Košice.

## Demografía
| Año        | 1994 | 2004 | 2014     | 2024     |
| ---------- | ---- | ---- | -------- | -------- |
| Población  | 0    | 578  | 702      | 927      |
| Diferencia |      | –    | +21,45 % | +32,05 % |

| Año        | 2023 | 2024    |
| ---------- | ---- | ------- |
| Población  | 901  | 927     |
| Diferencia |      | +2,88 % |